# Mallophora trichostica
Mallophora trichostica är en tvåvingeart som beskrevs av Samuel Wendell Williston  1901. Mallophora trichostica ingår i släktet Mallophora och familjen rovflugor. Inga underarter finns listade i Catalogue of Life.